# Luftflotte 3
A Luftflotte 3 foi um corpo aéreo da Luftwaffe durante a Segunda Guerra Mundial. Foi formado no dia 1 de Fevereiro de 1939 a partir do Luftwaffengruppenkommando 3 em Munique. Foi redesignado Luftwaffenkommando West no dia 26 de Seetembro de 1944.

## Oberbefehlshaber
| Comandante                        | Data                                            |
| --------------------------------- | ----------------------------------------------- |
| Generalfeldmarschall Hugo Sperrle | 1 de Fevereiro de 1939 - 23 de Agosto de 1944   |
| Generaloberst Otto Dessloch       | 23 de Agosto de 1944 - 22 de Setembro de 1944   |
| Generalleutnant Alexander Holle   | 22 de Setembro de 1944 - 26 de Setembro de 1944 |

## Chef des Stabes
- Generalmajor Maximilian Ritter von Pohl, 1 de Fevereiro de 1939 - 10 de Junho de 1940
- Oberst Günther Korten, 11 de Junho de 1940 - 31 de Dezembro de 1940
- Generalmajor Karl Koller, 1 de Janeiro de 1941 - 23 de Agosto de 1943
- Generalleutnant Hermann Plocher, 1 de Outubro de 1943 - 26 de Setembro de 1944

## Bases do QG
| 1 de Fevereiro de 1939 - 8.39                 | Munique             |
| Agosto de 1939 - Setembro de 1939             | Roth, near Nürnberg |
| Setembro de 1939 - Junho de 1940              | Bad Orb             |
| Junho de 1940 - Agosto de 1944                | Paris               |
| Agosto de 1944 - 2 de Setembro de 1944        | Arlon               |
| 2 de Setembro de 1944 - 26 de Setembrode 1944 | Mannheim-Sandhofen  |

## Serviço de Guerra
Controlou as seguintes unidades durante a guerra:
- Verbindungsstaffel/Luftflotte 3
- I. Fliegerkorps, 10.39 - 15.5.40 e ao final de 8.40 - 5.41
- II. Fliegerkorps, 22.9.39 - 7.40 e entre 12.43 - 8.44
- IV. Fliegerkorps, 7.40 - 5.41
- V. Fliegerkorps, 10.39 - 5.41
- VIII. Fliegerkorps, 13.5.40 - ao final de Agosto de 1940
- IX. Fliegerkorps, 5.41 - 9.44
- X. Fliegerkorps, 1.4.44 - 5.9.44
- II. Jagdkorps, 9.43 - 9.44
- 2. Flieger-Division, 1.44 - 7.44
- 5. Flieger-Division, 2.39 - 10.39
- 6. Flieger-Division, 2.39 - 10.39
- Fliegerführer Atlantik, 3.41 - 1.4.44
- Höherer Jagdfliegerführer West, 1942 - 9.43
- Jagdfliegerführer 2, 5.41 - 1942
- Jagdfliegerführer 3, 1.40 - 1942
- Jagdfliegerführer Süddeutschland, 2.43 - meio de 1943?
- Jagdfliegerführer Südfrankreich, final de 1942 - setembro de 43
- Luftgau-Kommando VII, 10.37 - 21.3.41
- Luftgau-Kommando XII, 10.37 - 21.3.41
- Luftgau-Kommando XIII, 10.37 - 30.1.41
- Luftgau-Kommando Belgien-Nordfrankreich, 5.41 - 9.44
- Luftgau-Kommando Holland, 5.41 - 1.44
- Luftgau-Kommando Westfrankreich, 6.40 - 9.44
- Luftgaustab z.b.V. 3, 4.40 - 6.40
- Luftgaustab z.b.V. 16, 4.40 - 6.40
- I. Flakkorps, 10.39 - 9.40
- II. Flakkorps, 12.40 - 3.41?
- III. Flakkorps, 2.44 - 9.44
- Luftnachrichten-Regiment 3
- Luftnachrichten-Regiment 13
- Luftnachrichten-Regiment 23